# Крал Александър (булевард)
Крал Александър (на сръбски: Булевар краља Александра) е най-дългата улица изцяло в рамките на градските граници на сръбската столица Белград, с дължина 7,5 километра. Известен от десетилетия след Втората световна война като Булевард на революцията (на сръбски: Булевар Революције), той е толкова различен в сърцата и умовете на белградчани, че те просто го наричат Булевардът (на сръбски: Булевар), въпреки че в Белград има 20 булеварда.

## Разположение
Поради своята дължина булевардът се простира през четири от осемте градски общини в старата част на Белград: Стари град, Палилула, Врачар и Звездара, в които се намира основната част на булеварда. Започвайки от площад Никола Пашич, той продължава в по-голямата си част в югоизточна посока, като завива едва в края, в квартал Мали Мокри Луг, след което булевардът се простира в пътя на Смедеревски път, който свързва Белград с град Смедерево.

## История

### Античност
Местоположението на булеварда винаги е било важно за трафика. В римския период е бил начален участък от дългия 924 километра Via Militaris, който свързва Сингидунум, предшественика на Белград, и Константинопол, а в по-локален план Сингидунум с крепости и селища по дунавската граница на Римската империя, като Виминациум. Построен през 1-ви век сл. н. е., пътят е бил шест метра широк, с редици от магазини, ковачници и арсенали, докато римляните са били погребвани покрай пътя в каменни саркофази. Археологически останки от римския път все още могат да се видят под „Депо“, бивше депо на градската транспортна компания. По-голямата част от трасето на булеварда е част от археологическото находище „Античен Сингидунум”.
Каструмът на Сингидунум е заемал част от днешната Белградска крепост, но цивилната зона се е простирала от улица „Крал Петър“, през склоновете на Сава и Дунав, до Косанчичев венац, простирайки се в поредица от некрополи от Площада на републиката, по протежение на булевард Крал Александър чак до Мали Мокри луг. По време на почти всяко строителство в центъра на града, където се извършват разкопки, се откриват още останки. През 2007 г. на мястото на бившата кафана Три листа дувана на ъгъла на булевард „Крал Александър“ и улица „Княз Милош“ са открити няколко некропола. Точно отсреща, в Пионерския парк, се намира Археологически обект Пионерски парк. При изкопаването на подземния гараж са открити 19 гробници. Целият Сингидунум е бил заобиколен от обширни некрополи, като основните и най-големите от тях се простират по днешния булевард, където са открити множество гробове, надгробни стели и жертвени олтари.

### По-късна история
През османския период турците построяват голямо гробище в долната част на модерния булевард, простиращ се от Батал джамия (мястото на съвременния Дом на Народното събрание на Сърбия) до Ташмайдан. През този период трасето на булевардът е прочут Цариградски път, официално носещ това име до 1849 г. По пътя имало станции (мензулана), където можели да се сменят конете и които служели и за пост офиси. В белградския участък има станции в Мали Мокри Луг (Мейхане на Наджи-Ашик-Михайло), Болеч и Гроцка. Четвъртият е при Смедерево.

### 19 век
Когато османците си връщат Белград през октомври 1813 г., след краха на Първото сръбско въстание, техните предни отряди изгарят дървени колиби в квартал Савамала, поглъщайки града в дим. Когато основната османска армия акостира, голям брой хора се блокират на брега в Савамала, опитвайки се да избягат през Сава в Австрия. Мъжете са избити, а жените и децата са поробени. Из целия град се появяват глави на шипове, а хората са набучени на колове по всички главни градски пътища, включително и по Цариградския път. Редици от набучените хора са поставени покрай пътя от Батал джамия до Ташмайдан.
В средата на 19 век, близо до съвременното кръстовище с улица Таковска (тогава Ратарска), тогава свършвал градът и започвали нивите. Там се е намирала Батал джамия, даваща името си на развиващия се квартал, но в сръбски вариант Баталджамия. Самата джамия е била разрушена след османската бомбардировка на Белград през 1862 г., правейки сградите зад нея видими, но името Баталджамия за квартала оцелява до началото на 20 век. Управляващият княз Михайло Обренович често посещава района и прави планове за джамията. Той има идея да го реконструира и да премести Държавния архив. Той е убит през 1867 г., преди плановете му да бъдат изпълнени.

## Имена
- Via Militaris (33 г. сл. Хр.-Средновековие)
- Цариградски път (Цариградски друм; Средновековие-1849г.)
- Алея при златното оръдие (Sokače kod zlatnog topa; 1849-?)
- Маркова улица (Маркова улица; ?-1872)
- Улица с барутни патрони (Fišeklija; 1872-1896)
- Смедеревски път (Смедеревски път; 1896 г.)
- Булевард „Крал Александър“ (Bulevar kralja Aleksandra; 1896-1945)
- Булевард на Червената армия (Bulevar Crvene armije; 1945-1952)
- Булевард на революцията (Bulevar revolucije; 1952-1997)
- Булевард „Крал Александър“ (Bulevar kralja Aleksandra; 1997–досега)

## Участъци
Първият участък от булеварда, от началото му до кръстовището с улиците Таковска и Княз Милош, се намира в община Стари град. Булевардът започва от големия фонтан на площад Никола Пашич. Цялата лява страна на този участък е заета от монументалната сграда на бившата сръбска скупщина, а от дясната страна е Пионерският парк и сградите на кметството на Белград и президентството на Сърбия зад него. Около сградата на събранието има парк, обхващащ 0,91 хектара.
Следващата отсечка до кръстовището на Вуков споменик е разделена между общините Палилула (лявата страна) и Врачар (дясна страна). Лявата страна е заета от главната сграда на Пощата на Сърбия, Конституционния съд на Сърбия, терминала на Air Serbia, църквата Св. Марко (обявена за паметник на културата), парка Taшмайдан, сградата на сеизмологичния институт, известния ресторант Maдера, Юридически факултет на Белградския университет (дело на Петър Баялович, паметник на културата), хотел „Метропол“ Белград, Библиотека на Белградския университет и технически факултети. За паметник на културата е обявена и жилищната сграда на № 63, строена през първите десетилетия на 20 век в стил академизъм. Целият участък е обявен за „защитен комплекс на Стария Белград“.
Дясната страна е предимно жилищна и търговска, с изключение на сградата на посолството на Чешката република. Сградата на посолството е мястото, където югославското правителство подписва капитулацията пред нацистка Германия на 17 април 1941 г., а по време на самата война сградата е била дипломатически център за тази част на Европа и място, от което са изпращани депешите до Берлин. Нова ултрамодерна търговска сграда се строи на ъгъла на улица Княз Милош, бивша кафана „Три листа дувана“. Колективната жилищна сграда на номер 46, построена през 1930 г., е дело на Александър Янкович в модернистичен стил. Тя е силно повредена при бомбардировката на Луфтвафе над Белград на 6 април 1941 г., но по-късно е реконструирана и построена през 50-те години и е включена в „защитения комплекс на Стария Белград“.
От кръстовището и метростанция на Вуков споменик започва отсечката на булеварда Звездара. Минава през кварталите Джерам, Липов лад, Лъв, Звездара, Цветкова пяца, Зелено бърдо и Мали Мокри луг. Тази част е предимно жилищна и търговска, с някои важни съоръжения, разположени на булеварда: Общинско събрание на Звездара, открити зелени пазари на Джерам, Цветкова пияца и Мали Мокри Луг, фабрика за облекло Kлуз, кръгово кръстовище с дузина автобусни и трамвайни линии и индустриална зона Устаничка (Електроиндустрия „Никола Тесла“, „Утензилия“, леярна „Ливница“, преси на „Глас Явности“ и др.).
|  | Тази страница частично или изцяло представлява превод на страницата Bulevar kralja Aleksandra в Уикипедия на английски. Оригиналният текст, както и този превод, са защитени от Лиценза „Криейтив Комънс – Признание – Споделяне на споделеното“, а за съдържание, създадено преди юни 2009 година – от Лиценза за свободна документация на ГНУ. Прегледайте историята на редакциите на оригиналната страница, както и на преводната страница, за да видите списъка на съавторите. ВАЖНО: Този шаблон се отнася единствено до авторските права върху съдържанието на статията. Добавянето му не отменя изискването да се посочват конкретни източници на твърденията, които да бъдат благонадеждни. |